# Diocèse de Siping
Le diocèse de Siping (Dioecesis Sepimchiaevensis) est un siège de l'Église catholique en république populaire de Chine, suffragant de l'archidiocèse de Shenyang. Le siège est vacant.

## Territoire
Le diocèse de Siping comprend une partie de la province chinoise de Jilin (autrefois Ghirin ou Kirin) en Mandchourie septentrionale.
Le siège épiscopal est à Siping (autrefois Sze-Ping-Kai-Tze).

## Histoire

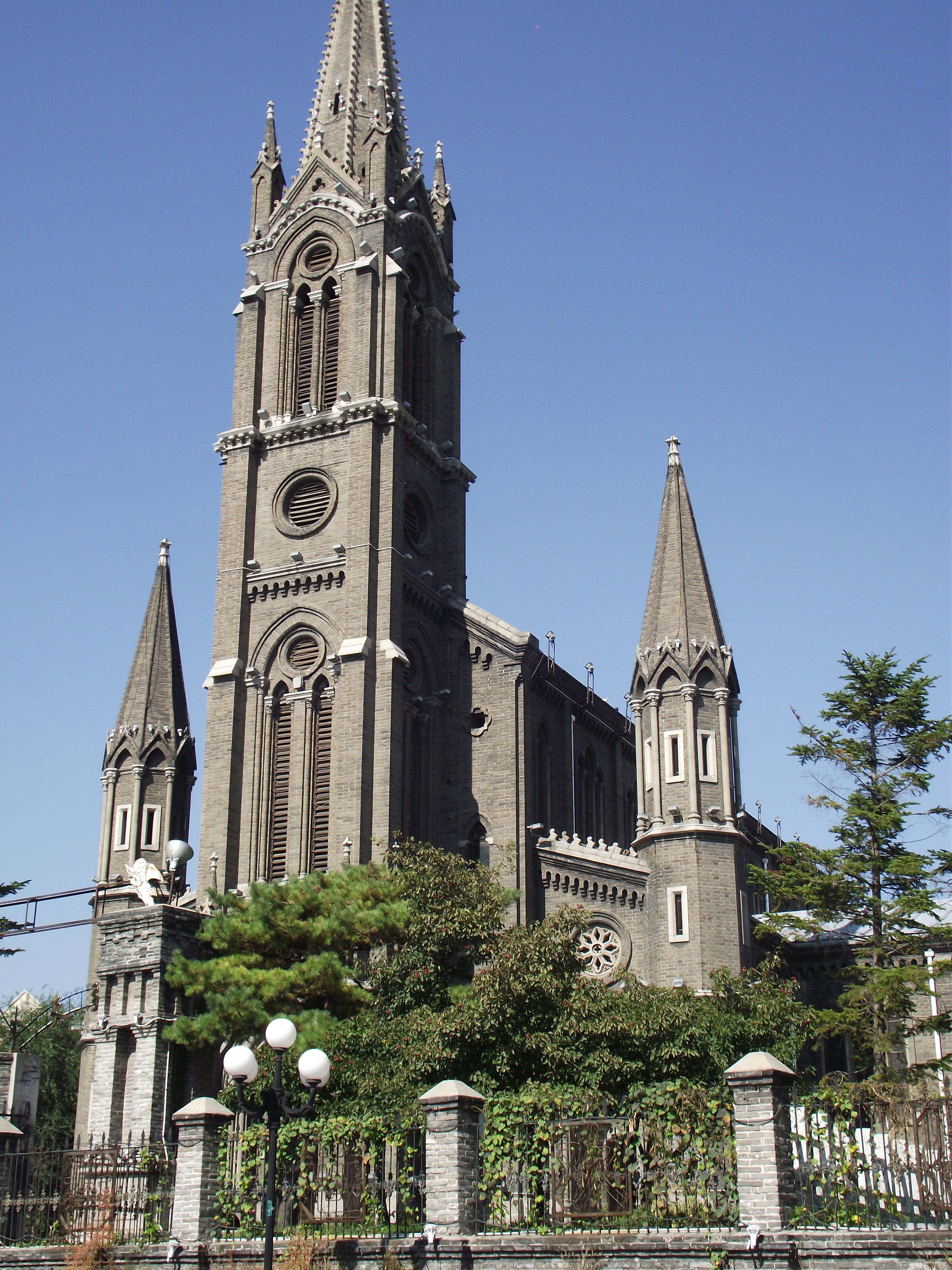
La cathédrale du Sacré-Cœur.

La Mandchourie est évangélisée depuis 1839 par les Missions étrangères de Paris. La préfecture apostolique de Szepingkai est érigée dans le Tao-chang-Tao le 2 août 1929 par le bref Ex hac sublimi de Pie XI, recevant son territoire du vicariat apostolique de Moukden et du vicariat apostolique de Jehol. Elle est confiée aux missionnaires canadiens des Missions étrangères de Québec arrivés en Mandchourie en 1925 et dont c'est la première mission. La Mandchourie est alors sous influence japonaise ; l'empire du Japon crée l'État du Mandchoukouo en 1931.
Le 1er juin 1932, la préfecture apostolique est élevée au rang de vicariat apostolique par le bref Litteris Apostolicis Nostris du même pape Pie XI.
Le 18 mai 1937, le vicariat apostolique cède une portion de territoire à l'avantage de la nouvelle préfecture apostolique de Lintong. En août 1945, le Mandchoukouo cesse d'exister.
Le 11 avril 1946, le vicariat apostolique est élevé au statut de diocèse (avec le nouveau nom de Sipingje ou Siping) par la bulle Quotidie Nos de Pie XII. À la fin de l'année 1948, la Mandchourie tombe sous le joug communiste et l'ensemble du pays en octobre de l'année suivante. Dans les deux années qui suivent, les missions sont démantelées, les missionnaires emprisonnés ou expulsés et les membres actifs des communautés chrétiennes poursuivis.
Au début des années 1980, lorsque le culte commence à être toléré sous étroite surveillance et qu'une association gouvernementale se substitue au Saint-Siège, la communauté chrétienne (dite de l'« Église des catacombes ») locale fait ordonner clandestinement évêque le prêtre André Han Jingtao qui reconnaît le Saint-Siège.

## Ordinaires
- Joseph-Louis-Adhémar Lapierre, P.M.E. † (19 février 1930 - 1er décembre 1952 décédé)
  - Paul Tch'ang † (2 avril 1954 - 2004 décédé) (administrateur apostolique)
  - Sede vacante
  - André Han Jing-tao (clandestin) (né en 1921 et mort le 30 décembre 2020)[3]